# Wilhelm Heiligensetzer
Wilhelm „Willy“ Heiligensetzer (* 20. Oktober 1948 in Betzigau; † 31. Juli 2018 ebenda) war ein deutscher Hörspielautor, Literaturwissenschaftler, Journalist, Kunstkritiker und Kabarettist. Er schrieb auch unter den Pseudonymen Peter Zwey, Wim Setzer und Wilhelm Hindemith. In seinen Radioglossen trat er als typische Volksfigur Bene von Betzigau auf.

## Leben
Wilhelm Heiligensetzer studierte Germanistik in Köln und Bonn und promovierte 1984 über Karl Kraus. Nach einer Tätigkeit als Dozent an der Freien Universität Berlin arbeitete er von 1984 bis 1988 als Nachtredakteur der Radiosendung Guten Morgen, Deutschland bei Radio Luxemburg; er schrieb als freier Journalist u. a. für die Frankfurter Allgemeine Zeitung, den Deutschlandfunk, den Südwestrundfunk und die Badische Zeitung. Von 2016 bis 2018 war Heiligensetzer Gastautor unter dem Pseudonym Wim Setzer im Magazin Tichys Einblick.

## Auseinandersetzung um das Wieland-Archiv der Stadt Biberach
Bei der  Auseinandersetzung um das Wieland-Archiv der Stadt Biberach im Jahr 2006 war Heiligensetzer ein entschiedener Befürworter des Verbleibs des Archivs in Biberach und unterstützte die Bürgerinitiative erfolgreich gegen die Bemühungen von Jan-Philipp Reemtsma und der Stadt Biberach, das Archiv nach Oßmannstedt bei Weimar abzugeben.

## Jonathan Franzen und „The Kraus Project“
Jonathan Franzens „The Kraus Project“ beginnt mit den Seminaren von Heiligensetzer an der Freien Universität zum Thema „Karl Kraus“ zu Beginn der 1980er-Jahre, die Franzen 1982 besuchte. Franzen erwähnt Heiligensetzer irrtümlich als Professor an der Freien Universität Berlin, in dessen Seminar er Karl Kraus kennengelernt habe.

## Werke

### Bücher
- Wilhelm Hindemith: Die Tragödie des Nörglers: Studien zu Karl Kraus’ moderner Tragödie: „Die letzten Tage der Menschheit“. Studien Zu Karl Kraus’ Moderner Tragoedie: … Langue et littérature allemandes, Band 842. Lang 1985. ISBN 978-3-8204-8237-9

### Hörspiele
Unter dem Namen Wilhelm Hindemith:
- 1982: Ein Berliner Stimmenberg – Komposition und Regie: Friedrich Scholz – Ursendung am 17. April 1982, Hörspiel – SFB.
- 1984: Flugzeuge müssen – Komposition, Technische Realisierung und Regie: Friedrich Scholz – Ursendung am 3. Juli 1985, Hörspiel – SFB.
- 1985: Medea – Regie: Wilhelm Hindemith – Ursendung am 28. Mai 1985, Hörspiel – RB.
- 1988: Mei, man schwätzt halt – Allgäuer Dialoge – Regie: Peter Zwei – Ursendung am 6. Juli 1988, Kurzhörspiel – BR.

## Preise
- 1987: zusammen mit seinem Bruder Alf Setzer als „Wiesenbügler“: Scharfrichterbeil Passau